# Roodkeelnachtegaal
De roodkeelnachtegaal (Calliope calliope synoniem Luscinia calliope) is een zangvogel uit de familie der Muscicapidae (vliegenvangers). Het is een trekvogel die broedt in het midden, noorden en oosten van Azië en overwintert in Zuidoost-Azië en als dwaalgast soms ook in Europa en Noord-Amerika wordt waargenomen.

## Kenmerken
De vogel is 14,5 tot 16 centimeter lang en weegt 16–29 gram. De vogel heeft kenmerken van zowel de blauwborst als de nachtegaal. Kenmerkend in alle verenkleden is een duidelijke witte wenkbrauwstreep en daaronder een korte zwarte oogstreep die tot de snavel reikt. Het mannetje heeft een rode kin en keel met daar omheen een smalle zwarte omlijning en een witte mondstreep. Onvolwassen vogels en jonge vrouwtjes missen dit rood; oudere vrouwtjes hebben soms ook rood op de keel, maar vager en minder duidelijk omlijnd. Jonge vogels lijken verder sterk op een jonge roodborst. Ze zijn verder van boven donker grijsbruin en van onder lichter grijsbruin.
De zang is omschreven als een "lieflijk, complex, doordringend maar licht melancholisch gekweel, waarin heldere fluittonen met schrillere noten gemengd worden".

## Verspreiding en leefgebied
Deze soort komt voor in de taiga van Siberië en telt drie ondersoorten:
- C. c. calliope (Pallas, 1776): Siberië, noordelijk Mongolië, noordoostelijk China en noordelijk Korea.
- C. c. camtschatkensis (Gmelin, 1789): Kamtsjatka, Commandeur-eilanden en de Koerilen, noordelijk Japan.
- C. c. beicki (Meise, 1937): het noordelijke deel van Midden-China.

Het is een trekvogel die broedt in gevarieerd montaan bos met ondergroei, vaak aan bosranden, langs rivieren en beken of in gebergten net onder de boomgrens. De vogel overwintert in Zuidoost Azië en de Filipijnen en wordt dan in diverse typen leefgebieden waargenomen waar wat ondergroei is, zoals verwaarloosde akkers, in heggen in de buurt van dorpen, theeplantages en stadstuinen. De vogel is een dwaalgast op Borneo en het schiereiland Malakka, in Egypte, Alaska, en in Canada.
De vogel is ook dwaalgast in Europa met waarnemingen in Denemarken, Finland, Duitsland, Italië, IJsland en het Verenigd Koninkrijk. In januari 2016 werd de vogel voor het eerst gesignaleerd in Nederland, in Hoogwoud.

### Voedsel
De vogel is een insecteneter die leeft van vooral de larven van kevers maar ook wel langs wateren foerageert op in het water voorkomende ongewervelde dieren zoals vlokreeften.

## Status
De roodkeelnachtegaal heeft een groot verspreidingsgebied en daardoor is de kans op de status kwetsbaar (voor uitsterven) gering. De grootte van de wereldpopulatie is niet gekwantificeerd. Men veronderstelt dat de soort in aantal stabiel is. Om deze redenen staat deze soort als niet bedreigd op de Rode Lijst van de IUCN.

## Taxonomie

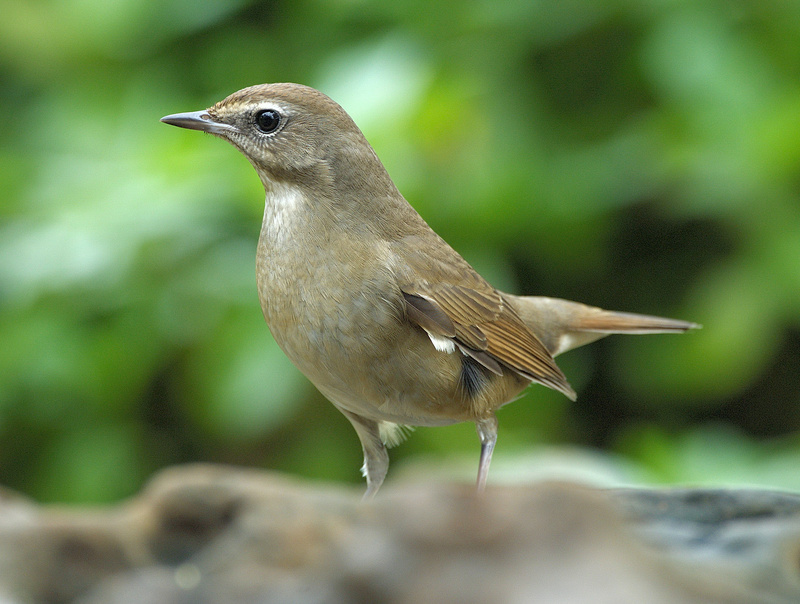
Het wijfje

De soort werd in 1776 benoemd door Peter Simon Pallas, als Motacilla Calliope.
De soortaanduiding verwijst naar Kalliope, de muze van de zang. De soort werd later ondergebracht in Erithacus (roodborstjes) en Luscinia (nachtegalen). Sinds 2010, toen duidelijk werd dat de nachtegalen in de traditionele zin bestaan uit verschillende takken van de vliegenvangers, wordt de soort meestal in Calliope geplaatst.
De ondersoort C. c. camtschatkensis werd in 1789 benoemd door Johann Friedrich Gmelin als Turdus camtschatkensis. De ondersoort C. c. beicki werd in 1937 benoemd door Wilhelm Meise als Luscinia calliope beicki. De ondersoortaanduiding eert Walter Beick.